# Flüchtlingslager Braunau am Inn
Das Flüchtlingslager Braunau war ein Lager in Braunau am Inn, das von 1915 bis 1919 bestand und Flüchtlinge aus Italien beherbergte.
Als ab 1915 die Front nach Italien umkämpft war, quartierte man überwiegend Italiener ein, die man fernab der italienischen Grenze haben wollte. Das Lager verfügte über eine Schule, eine Dampfwäscherei, mehrere Brausebäder, eine Bäckerei und Kuhstallungen samt Schlachthaus. Nach Kriegsende begaben sich viele Flüchtlinge wieder in ihre alte Heimat.